# Lasioglossum melachloron
Lasioglossum melachloron är en biart som beskrevs av Ebmer 1983. Lasioglossum melachloron ingår i släktet smalbin, och familjen vägbin. Inga underarter finns listade i Catalogue of Life.